# Огунсания, Самюэль
Самюэль Огунсания (англ. Samuel Ogunsania; 1 марта 1980, Лагос) — нигерийский футболист, защитник.

## Карьера
Огунсания начал карьеру в клубе «Энугу Рейнджерс» в 1995 году. Через два года перешёл в «Шутинг Старз», с которым стал чемпионом Нигерии в 1998 году. В 2000 году перешёл в клуб «Кацина Юнайтед», выиграв с командой в первый же год серебряные медали нигерийского чемпионата. Затем перешёл в «Эньимбу», выиграв с клубом второй в своей карьере титул чемпиона Нигерии. После этого Самуэля стали вызывать в сборную Нигерии, однако в основе команды он так и не сыграл.
В 2002 году Огунсания перешёл в московский «Спартак», подписав контракт с московской командой на 3 года. За трансфер защитника «красно-белые» заплатили около 750 тыс. долларов. За «Спартак» Огунсания провёл лишь 2 игры, одну из них в «дерби» с ЦСКА, где Самюэль действовал довольно удачно, и одну в Лиге чемпионов с «Валенсией», в которой нигериец уже через минуту выхода на замену сыграл рукой и получил жёлтую карточку, а со штрафного «Спартаку» был забит мяч. Причём Самюэль в этой встрече вышел на поле в шиповках, так как забыл бутсы в раздевалке. Был участником драки, в которой противоборствующими сторонами были белокожие и темнокожие игроки «Спартака».
После сезона в «Спартаке», Огунсания вернулся в «Эньимбу» и выиграл с командой титул чемпиона Нигерии и два чемпионата КАФ. Затем выступал за «Шутинг Старз», «Шаркс» и «Дольфинс». С 2008 по 2011 год Огунсания выступал за американский клуб «Рокфорд Рэмпэйдж».

## Достижения
- Чемпион Нигерии: 1998, 2002, 2003
- Серебряный призёр чемпионата Нигерии: 2000, 2004
- Бронзовый призёр чемпионата России: 2002
- Победитель Лиги чемпионов КАФ: 2003, 2004
- Обладатель кубка Нигерии: 2007